# Mustasaari (ö i Finland, Södra Savolax, S:t Michel, lat 61,43, long 27,17)
Mustasaari är en ö i Finland. Den ligger i sjön Suuri-Kieluvainen och i kommunen Sankt Michel i den ekonomiska regionen  S:t Michel och landskapet Södra Savolax, i den södra delen av landet, 180 km nordost om huvudstaden Helsingfors. Öns area är 1 hektar och dess största längd är 150 meter i sydöst-nordvästlig riktning.